# Karl Josef von Hefele
Karl Josef von Hefele (Unterkochen, 15 de março de 1809 — 6 de junho de 1893) foi um teólogo alemão. Ele nasceu em Unterkochen, Württemberg e foi educado na Universidade de Tübingen, onde, em 1839, ele se tornou um professor de história eclesiástica e patrística na faculdade católica romana de teologia.
Entre 1842 e 1845 ele também foi um representante na Assembleia Nacional de Württemberg. Em dezembro de 1869, ele foi entronado bispo de Rotemburgo. 

## Concílio Vaticano I
As opiniões teológicas de Hefele estavam inclinadas em direção à escola mais liberal na Igreja Católica, mas ele de toda forma recebeu consideráveis sinais favoráveis das autoridades eclesiásticas e se tornou membro da comissão que preparou o Concílio Vaticano I, em 1870. Na véspera deste concílio, ele publicou, em Nápoles, sua Causa Honorii Papae, cujo objetivo era demonstrar a impossibilidade moral e histórica da infalibilidade papal. Por volta da mesma época, ele também publicou uma obra em alemão sobre o mesmo assunto. Ele teve um papel preponderante nas discussões do concílio, se associando com Félix Dupanloup e com Georges Darboy, arcebispo de Paris, em oposição à doutrina da infalibilidade e apoiando seus argumentos com base em seu vasto conhecimento da história eclesiástica. Nas discussões preliminares, ele votou contra a promulgação do dogma. Ele não estava presente na importante sessão de 18 de junho de 1870 e não enviou sua submissão aos decretos até 1871, quando ele explicou, numa carta pastoral, que o dogma "se referia apenas às doutrinas expostas 'ex cathedra' e, portanto, às próprias definições apenas, mas não às suas provas ou explicações". 

## Últimos anos
Em 1872, ele tomou parte no congresso convocado pelos ultramontanos em Fulda e, por um prudente uso de uma tática minimizadora, ele manteve a sua diocese livre de qualquer participação no cisma da Velha Igreja Católica. Durante os últimos anos de sua vida, ele não publicou mais nada em defesa de suas ideias e se manteve em retiro. 

## Obras
Entre suas numerosas obras teológicas estão sua famosa edição sobre os Padres Apostólicos, publicada em 1839, sua Vida do Cardeal Ximenes, publicada em 1844 e sua ainda mais celebrada Conciliengeschichte ("História dos Concílios da Igreja"), em sete volumes, do período entre 1855 e 1874.

## Publicações (seleção)
- Geschichte der Einführung des Christenthums im südwestlichen Deutschland, besonders in Würtemberg, Tübingen 1837 (http://books.google.com.br/books?id=96sAAAAAcAAJ&pg=PA1&f=false).
- Der Cardinal Ximenes und der kirchlichen Zustände Spaniens am Ende des 15. und am Anfange des 16. Jahrhunderts, Tübingen 1844, 2. Auflage Tübingen 1851 (http://books.google.com.br/books?id=R8UCAAAAQAAJ&pg=PA1&f=false).
- Conciliengeschichte. Erster Band, Tübingen 1855 (http://books.google.com.br/books?id=h38sAAAAYAAJ&pg=PA1&f=false).
- Causa Honorii papae. Angelis, Neapel 1870.
  - deutsche Übersetzung: Die Honorius-Frage. Aus dem Lateinischen übersetzt von Hermann Rump. Russell, Münster 1870.
  - weitere deutsche Übersetzung: Honorius (I.) und das 6. allgemeine Concil. Autorisirte Übersetzung. Mit einem Nachtrag des Verfassers. Laupp, Tübingen 1870.